# Haus Engländer
Das Haus Engländer (ehemalige Anschrift Briller Höhe 8) war eine denkmalwürdige Villa im Briller Viertel in Wuppertal-Elberfeld. Die Villa ist auch unter dem späteren Namen Villa Koch bekannt.
Die von dem Architekten Emanuel von Seidl 1907 errichtete Villa wurde, wie später das benachbarte Haus Keetman, im März 1980 niedergelegt. Sie war 1980 aufgrund baulicher Veränderungen vom Landeskonservator nicht als Baudenkmal anerkannt.
Nach der Niederlegung hatte die „Bauherrengemeinschaft Parkresidenz Briller Höhe“ 1982/83 einen Atriumbau, laut ihrem Prospekt eine „Luxuswohnanlage an Wuppertals exklusivstem Standort“, errichten lassen.